# 戸田詩音
戸田 詩音（とだ しおん、1992年8月21日 - ）は日本のモデル、俳優。ミシェルエンターテイメント所属。

## 人物・来歴
- 身長167cm、1992年8月21日生まれ、北海道出身[1]。
- CMなどの広告からカタログ等のモデルとして活動。
- 趣味は筋トレ、ピアノ、特技は耳コピ、絶対音感[1]。

## 出演歴
公式ホームページより

### CM
- CAPCOM
- ジャパネットたかた
- こくみん共済coop 住まいる共済　「想いのリレー篇」
- サントリーホールディングス株式会社/特茶
- 池田模範堂 液体ムヒ「メッセージ花火」篇
- 日本コカ・コーラ
- 明光義塾
- 高橋書店　手帳は高橋
- ユーキャン
- 花王 エッセンシャル
- バンダイナムコ

### TV
- NTV「マネキンシティ」
- HBC「もくようアプリ」
- HBC「Witch」

### 広告
- SEIKO LUKIA
- キャノン
- NTTドコモ/d払い公式サイト